# 成莊皇后
成莊皇后裴氏（？—？），武周嚴祖武克己妻。
她事跡不詳，只知她嫁與武周嚴祖。光宅元年（684年），武則天追封武克已為魯國公，夫人裴氏則為魯國夫人妃。五年後（永昌元年，689年），武則天再加封武克已為太原靖王，裴氏為太原靖王妃。
後來，在次年（690年），武則天即皇帝位，改元天授，尊封太原靖王諡號成皇帝，廟號嚴祖。而裴氏就被上諡號成莊皇后，陵曰節陵。